# Los Nietos (Cartagena)
Los Nietos es una localidad que es pedanía del término municipal de Cartagena, comunidad autónoma de la Región de Murcia en España.

## Geografía física

### Ubicación
Situado en la orilla sudoeste del Mar Menor en la comarca natural del Campo de Cartagena al este del término municipal.
Dista de Cartagena 24 kilómetros.
Tiene dos playas separadas por el club náutico: al este, la playa de la Lengua de la Vaca y al oeste, la del Arenal.

### Clima
Las condiciones climáticas de la localidad corresponden al definido como clima mediterráneo seco (Bsk), según la clasificación climática de Köppen, con temperaturas suaves en invierno y altas en verano. El termómetro puede llegar a 38 °C en julio-agosto y no suele bajar de 5 °C en invierno ya que la media anual es de 16-18 °C.
Las precipitaciones son escasas, entre 200 y 500 mm. anuales, teniendo lugar sobre todo en primavera y otoño. La media es de 323 mm. anuales pero la humedad también ayuda a la vegetación existente. No obstante, durante los meses de septiembre y octubre se pueden producir precipitaciones torrenciales causadas por formaciones tormentosas en altura, conocidas popularmente como gota fría, pudiendo causar importantes inundaciones.
Los vientos suelen soplar de sureste o suroeste (lebeche seco) y en otoño del este o noroeste (levante), acompañados en esta última estación de nubes y lluvias. A veces también sopla en otoño el lebeche o el de noroeste y deja el cielo sin nubes. En cambio, en verano los vientos son más fuertes y si vienen del sur (África) incrementarán notablemente el calor.

### Geomorfología

#### Ramblas
La Rambla de Ponce y de la Carrasquilla, son las ramblas ubicadas más al sur, con recorridos cortos de no más de 7 km desde El Llano del Beal y Atamaría, respectivamente. También drenan la Sierra Minera de Cartagena-La Unión y desembocan al este y oeste del núcleo urbano de Los Nietos.
En uno de sus extremos, el oriental en dirección a Islas Menores, se encuentra el final de la rambla de la Carrasquilla o de Los Belones, que desemboca en un delta pequeño, la Punta de La Lengua de la Vaca; la Lengua de Vaca es una de las áreas críticas de reproducción del Fartet (Aphanius iberus). La Rambla de la Carrasquilla nace en las proximidades de Atamaría, en las proximidades a La Manga Club, y pasa por Los Belones. La rambla es vía pecuaria («Colada de la Carrasquilla»), que en ese punto se cruza con la «Colada del Mar Menor», siendo estos caminos públicos de un gran valor ambiental en la zona, ya que actúan como verdaderos corredores ecológicos.
En el otro extremo, el occidental en dirección a Los Urrutias, cerca de la zona llamada El Arenal, se encuentra la rambla denominada el Barranco de Ponce.
El Ministerio para la Transición Ecológica, a través de la Confederación Hidrográfica del Segura, prevé una serie de proyectos de restauración hidrológico-forestal para la reducción del riesgo de inundación y la mejora ambiental de la ramblas de Las Matildes, la del Beal, el Barranco de Ponce y la rambla de la Carrasquilla, con el objetivo de retener los sedimentos acompañados de metales pesados procedentes de las balsas y escombreras de la Sierra Minera antes de que entren en el Mar Menor.

### Cabezo Mingote
Cabezo Mingote es un cabezo de origen volcánico en las cercanías de Los Nietos Viejos. Es un Lugar de Interés Geológico (LIG).

### Zonas protegidas
Entre Los Nietos y Los Urrutias (más cerca de la primera localidad) se encuentra el saladar de Lo Poyo que es un espacio protegido con la categoría de Parque natural, LIC y ZEPA.

### Problemas medioambientales
Los Nietos padece las consecuencias de la degradación del Mar Menor, provocada por el cambio de un modelo de agricultura de secano a una agricultura de regadío (agricultura intensiva) que vierte nitratos al mar y al Acuífero del Campo de Cartagena y produce eutrofización, se desarrolla la llamada "sopa verde" y como consecuencia se da la anoxia o ausencia de oxígeno que ocasiona a veces la muerte de peces de la albufera, manifestación del ecocidio del Mar Menor

## Historia

### En la Antigüedad

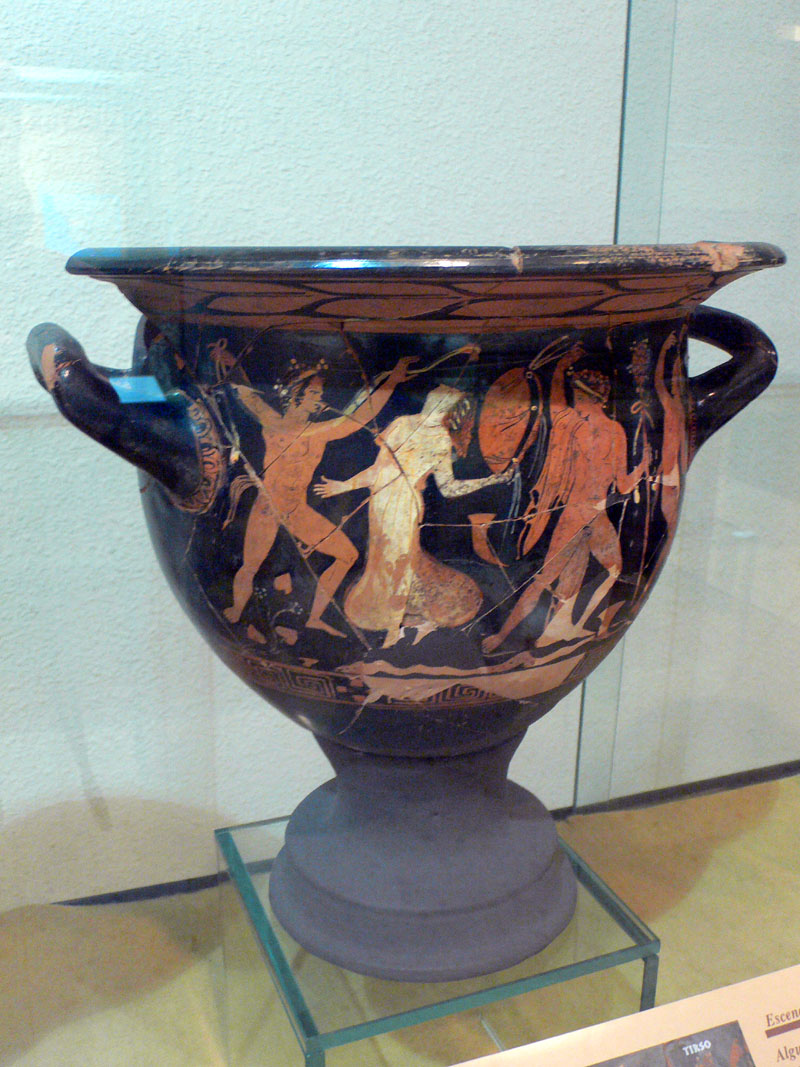
Crátera griega con escena de banquete dionisíaco procedente de la necrópolis ibérica encontrada en Los Nietos. Museo Arqueológico Municipal de Cartagena.

En la antigüedad el cordón litoral de La Manga no cerraba completamente el paso al Mar Menor, lo cual permitía la navegabilidad de la laguna durante el periodo de las colonizaciones fenicias, griegas y romanas. Un ejemplo de estas rutas marítimas a través de La Manga lo constituye el poblado ibérico de Los Nietos, junto al Mar Menor, descubierto en los años sesenta del siglo XX y que en el siglo IV a. C. ejercía el papel de base comercial de la zona en la que se intercambiaban productos derivados de la minería por mercancías procedentes de Grecia, Campania y el Mediterráneo oriental.
Los restos arqueológicos descubiertos en los alrededores indican un poblamiento muy antiguo. Se han descubierto restos de una necrópolis ibérica en terrenos de la finca Las Mateas. La última excavación fue en el año 1989. Este yacimiento ibérico del siglo V a. C., es de enorme importancia, no solo por los materiales cerámicos y metálicos hallados durante la excavación de su necrópolis, como un lote de cráteras griegas o las más de doscientas sepulturas de incineración, también porque es el único asentamiento ibérico hallado junto a la costa y carente prácticamente de defensas. Además fue encontrada cerámica griega en la Loma de El Escorial.

### Edad Moderna (SiglosXVI-XVII-XVIII)
El Mar Menor fue denominado La Albufera o Albufera del Cabo de Palos desde época musulmana y 
sufrió los ataques de piratas berberiscos durante mucho tiempo por lo que apenas estaba poblado debido a la inseguridad existente. La repoblación del Campo de Cartagena tendrá lugar a partir del siglo XVII y estará impulsada por el plan gubernamental de situar a Cartagena como ciudad militar y capital de departamento marítimo. El nuevo auge del movimiento colonizador hacia el Campo de Cartagena traerá nuevos propietarios a las tierras. Muchos topónimos estarían basados en los apellidos de los primeros pobladores o propietarios añadiendo una “-s” a los apellidos para nombrar a la familia como es el caso de Los Nietos.

### Edad Contemporánea
El caserío conocido como Los Nietos Viejos, no muy alejado de la costa, se considera el núcleo más antiguo.
Los Nietos comenzó siendo un pequeño pueblo de pescadores en el siglo XIX en el que sólo había casetas aisladas de carácter eventual. La construcción de viviendas en Los Nietos al principio fue un tanto anárquica, situación que cambió al elaborarse un plan de urbanismo.
El cronista de Cartagena Federico Casal Martínez publicó en el año 1923 como guía oficial El Libro de la Ciudad de Cartagena Diez años después el mismo autor nos proporciona nuevos datos en su Nuevo Libro con el mismo carácter de guía oficial donde, en el capítulo dedicado a Los Nietos, dice: 

al amparo de su magnífica y hermosa playa cada día existen más edificaciones y el ayuntamiento se preocupa especialmente de su urbanización e higiene, al ser un lugar donde se reúne una numerosa colonia veraniega procedente de La Unión, Murcia y Cartagena.

Existen además en este lugar unos baños termales, un café-casino restaurante, otro Gran Bar y restaurante El Tropezón, el kiosco de María, el bar de Pedro López Fernández y el Gran Café en la Pescadería propiedad de Mariano Bernal.

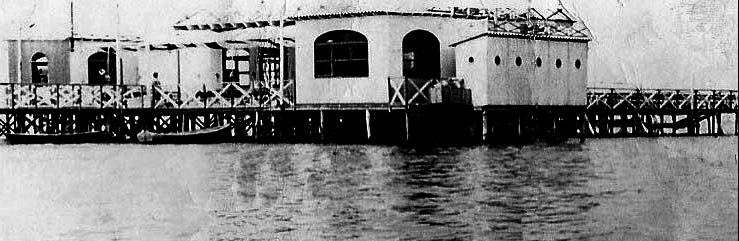
Antiguo club náutico

En 1953 se fundó el antiguo club náutico construido con madera; la idea en principio era construir una edificación a semejanza de los antiguos balnearios playeros de madera.  En el verano de 1982 finalizaron las obras del nuevo club.
En 1976 se inauguró la prolongación hasta Los Nietos de la línea ferroviaria de ancho métrico con origen en Cartagena.

## Geografía humana

### Organización territorial
Consta de dos núcleos de población: Los Nietos y Los Nietos Viejos.
El término municipal de Cartagena se divide en entidades colectivas de población allí denominadas diputaciones. Los Nietos pertenece a la diputación del Rincón de San Ginés y es una entidad singular de población o pedanía del municipio.

### Demografía

#### Población
1320 habitantes según el Instituto Nacional de Estadística en 2022.

### Servicios públicos
- OMITA  (Oficina municipal de información y trámites administrativos del Ayuntamiento de Cartagena).[21]
- Colegio de Educación Infantil y Primaria "Félix Rodríguez de la Fuente"
- Consultorio médico.

### Otros Equipamientos y servicios
- Club Náutico Los Nietos, con puerto deportivo. Escuela de vela. Regatas de Vela Latina y Trofeos internacionales de Vela ligera.
- Farmacia.
- Pistas deportivas.
- Asociación de Vecinos
- Centro de la tercera edad.
- Iglesia.

### Transporte y comunicaciones

#### Autobús
El servicio de transporte público urbano conecta la localidad con la ciudad de Cartagena y las playas durante el periodo estival.
| Línea | Recorrido                                              | Operador       |
| ----- | ------------------------------------------------------ | -------------- |
| 21    | Cartagena - Los Urrutias - Playa Honda (solo verano)   | ALSA (TUCARSA) |
| 22    | La Manga - Los Urrutias (Búho Mar Menor / Solo verano) | ALSA (TUCARSA) |

El servicio de viajeros por carretera del municipio se engloba dentro de la marca Movibus, el sistema de transporte público interurbano de la Región de Murcia (España), que incluye los servicios de autobús de titularidad autonómica.
| Línea | Recorrido                                                          | Operador       |
| ----- | ------------------------------------------------------------------ | -------------- |
| 46    | San Pedro del Pinatar - San Javier - Los Alcázares - Cabo de Palos | ALSA (TUCARSA) |

Además, presta servicio la siguiente línea interurbana durante el periodo estival:
| Línea     | Recorrido                       | Operador |
| --------- | ------------------------------- | -------- |
| MUR-083-2 | Murcia - La Manga del Mar Menor | Interbus |

#### Ferrocarril

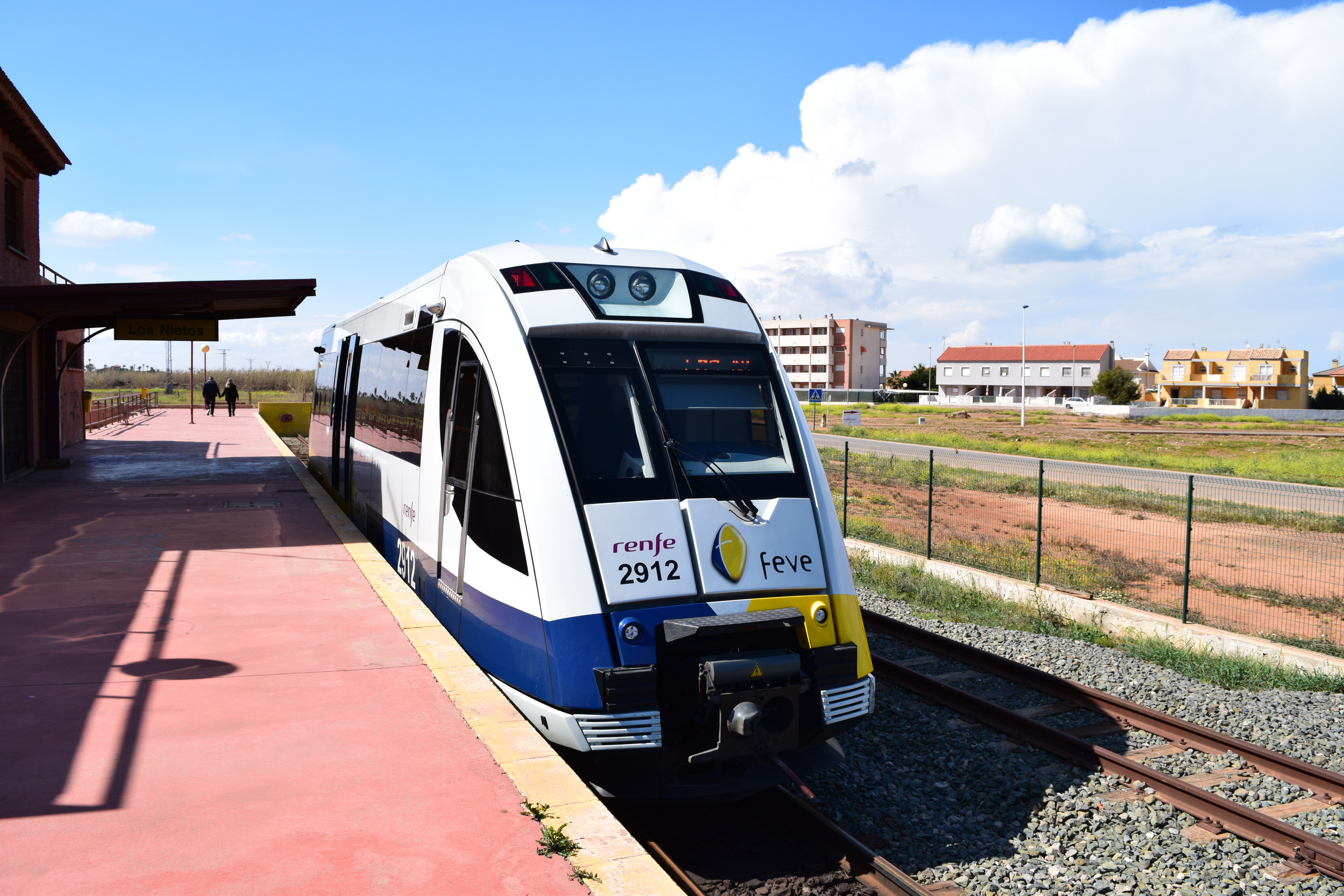
Estación de ferrocarril de Los Nietos

Ferrocarril de vía estrecha de la Línea Cartagena-Los Nietos (o Tren del Mar Menor), operado por Renfe Cercanías AM, con una estación y dos apeaderos: Pescadería y Los Nietos Viejos. Dicha línea atraviesa la Sierra minera de Cartagena-La Unión, conectando Los Nietos con Cartagena, con paradas intermedias en poblaciones de la sierra como El Estrecho de San Ginés, Llano del Beal, La Unión y Alumbres entre otros. Una de las reivindicaciones es que se convierta en el Tren del Mar Menor, llegando a las también localidades cartageneras de El Algar y Cabo de Palos, además de paralelo a la autovía, a otras localidades del Mar Menor.

#### Carreteras
La carretera RM-F54 atraviesa Los Nietos y comunica al este con Los Belones e Islas Menores y al oeste con Los Urrutias. Otra vía es la carretera local que se dirige al paraje conocido por El Sabinar donde se une con la carretera RM-12 que enlaza La Manga con Cartagena y Murcia.

### Economía
Su economía se ha basado tradicionalmente en la pesca en el Mar Menor (en la actualidad ya no), en la agricultura, en el sector servicios, concretamente actividades relacionadas con el turismo.

## Galería de imágenes

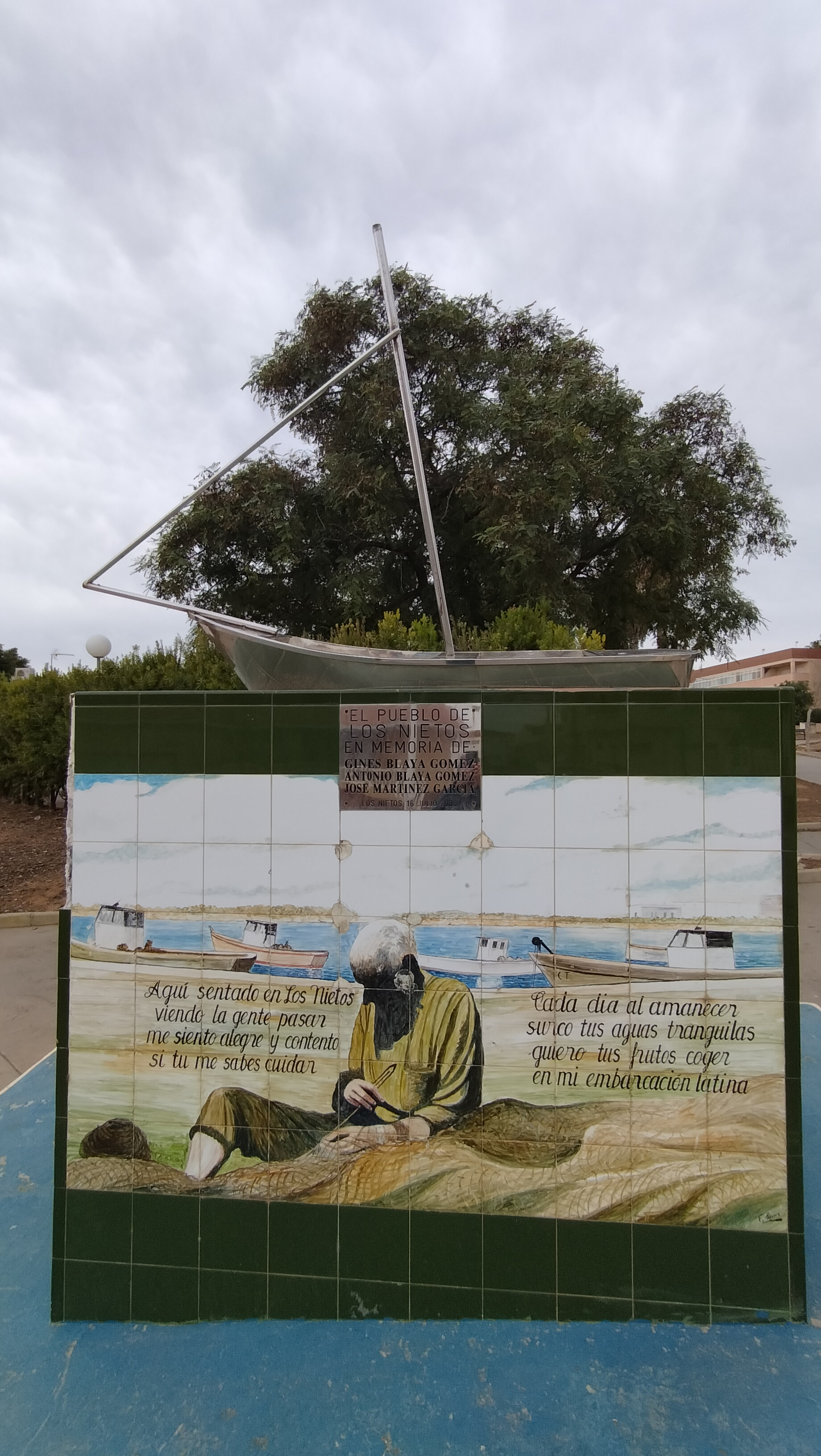
Monumento al pescador
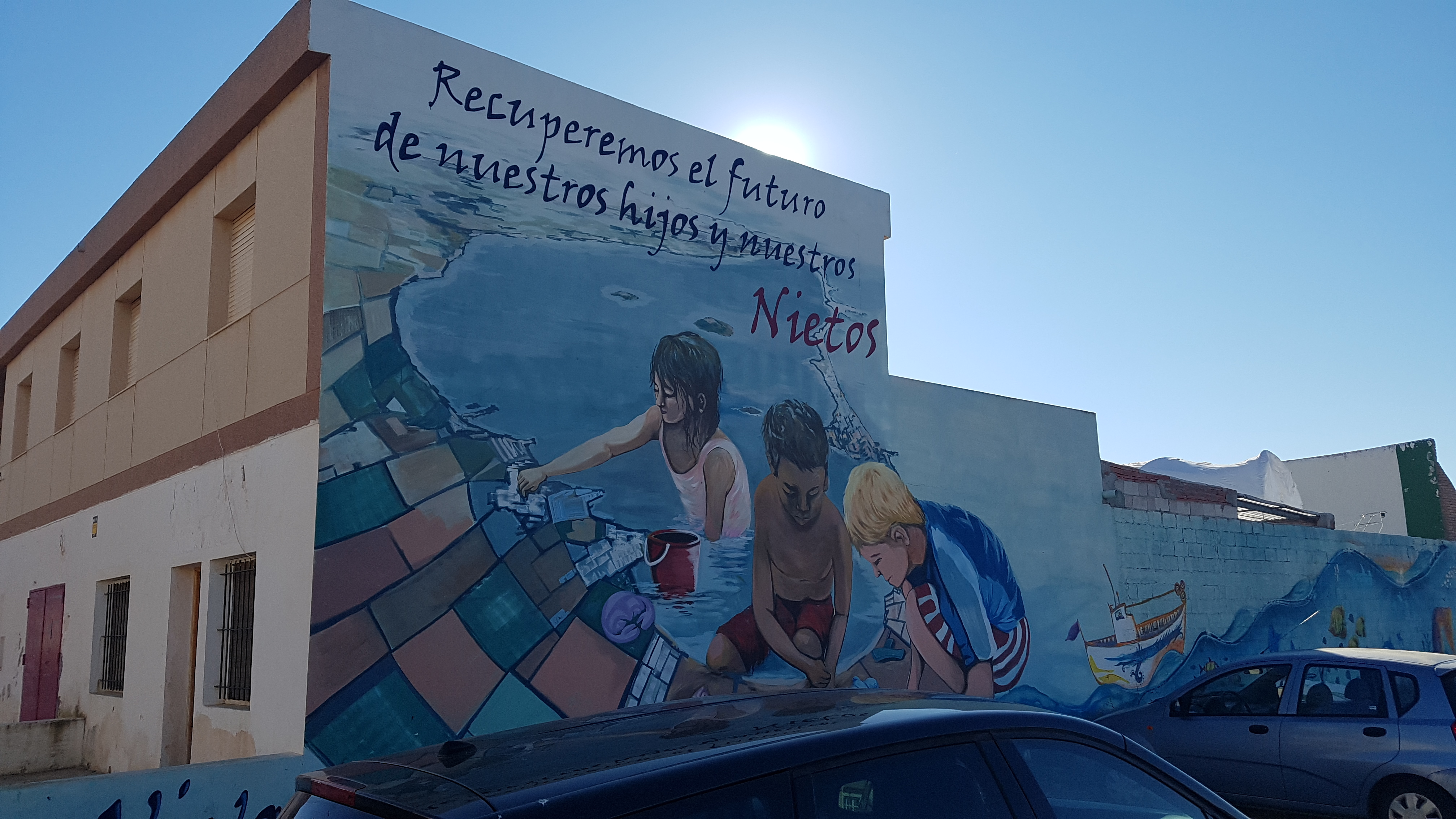
Pintura mural
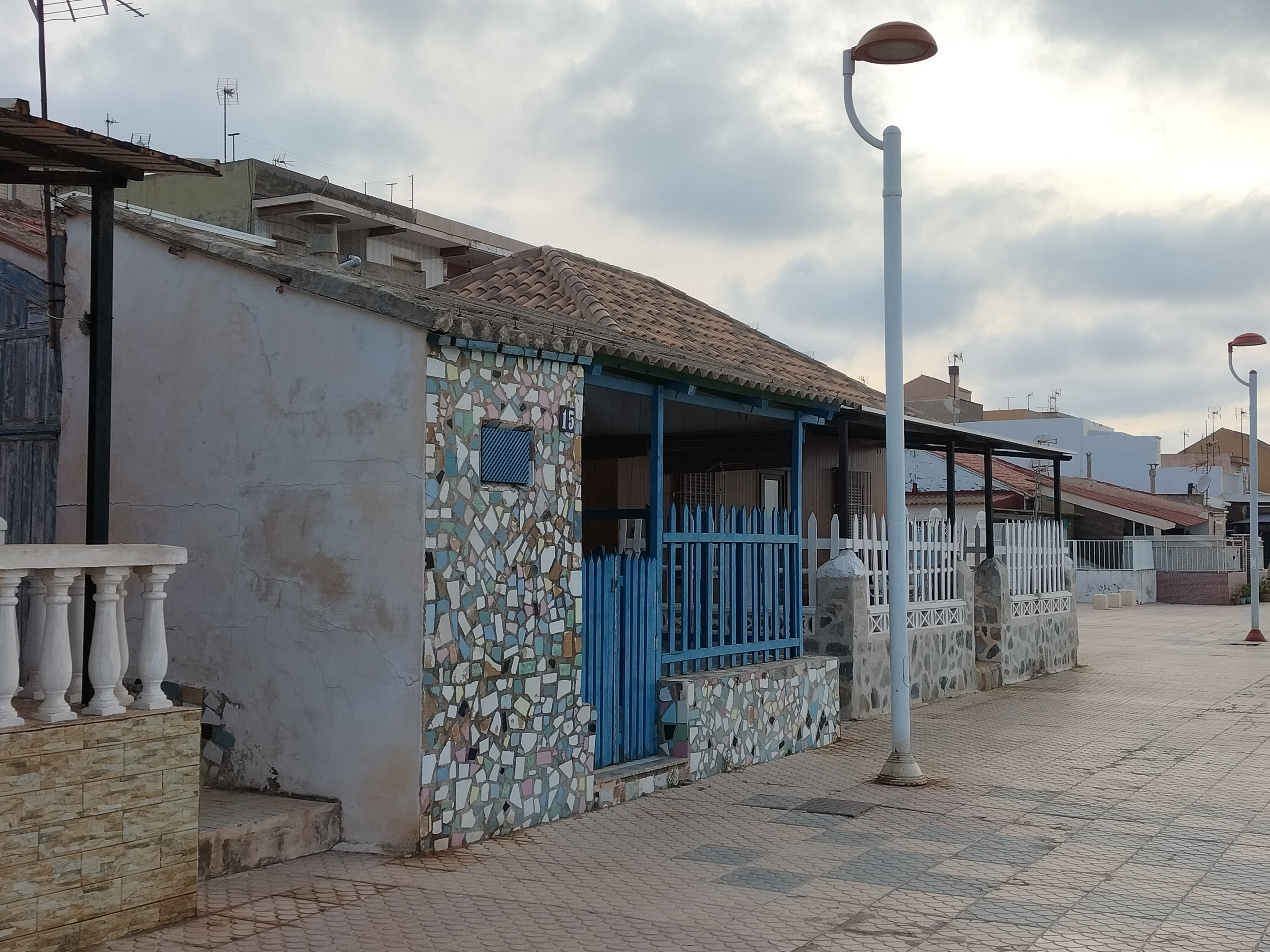
Casa en el Paseo Marítimo

## Festividades
- Cofradía de Pescadores: 14 a 16 de julio. Los pescadores ofrecen parrilladas gratuitas de pescados (moraga) del Mar Menor y a veces caldero.
- Nuestra Señora de los Ángeles, patrona de Los Nietos (2 de agosto). En la festividad de la patrona,[25] antes de la tradicional misa en el Club Náutico Los Nietos, la Hermandad de Nuestra Señora de los Ángeles saca a la imagen en procesión por las calles y en barco por el Mar Menor.
- San Miguel, fiestas de Los Nietos Viejos (21 a 29 de septiembre).